# Castello di Aberdeen
Il castello di Aberdeen era una fortificazione del tardo medioevo situato ad Aberdeen, in Scozia. Era situato su Castle Hill, un sito oggi conosciuto come Castlegate, e la posizione del castello è ora occupata da isolati di appartamenti.
Si pensa che il castello e le fortificazioni furono bruciati da re Roberto I di Scozia nel giugno del 1308, durante le guerre di indipendenza scozzesi subito dopo l'Harrying di Buchan. Bruce ed i suoi uomini assediarono il castello prima di massacrare la guarnigione inglese per impedirne l'uso da parte delle truppe inglesi di Edoardo II. Si dice che gli scozzesi non mostrarono pietà e "uccise tutti gli uomini che caddero nelle loro mani." Edoardo I, infatti, aveva già dato l'esempio di giustiziare i suoi prigionieri, e non c'era da aspettarsi che l'altra parte avrebbe mancato di seguire lo stesso corso ". Il 10 luglio 1308, le navi inglesi lasciarono Hartlepool per aiutare la guarnigione inglese. Tuttavia, nell'agosto del 1308, Gilbert Pecche e le ultime truppe erano state costrette a lasciare la città. Dopo la distruzione del castello di Aberdeen, Bruce ha marciato con i suoi uomini per catturare il castello di Forfar.

## Storia
Il castello fu ceduto agli inglesi nel 1295 e il 14 aprile 1296, il re inglese Edoardo I arrivò ad Aberdeen e soggiornò nel castello durante il suo tour della costa orientale della Scozia.
Tuttavia l'anno successivo, dopo aver sconfitto gli inglesi al castello di Dunnottar nel 1297, William Wallace portò i suoi uomini ad Aberdeen durante la loro campagna per riprendersi la costa orientale.
Trovarono gli inglesi che si preparavano frettolosamente a partire in un'armata di cento navi. La velocità dell'arrivo di Wallace da Dunottar colse gli inglesi alla sprovvista e con la bassa marea le navi arenate furono attaccate nel porto, l'equipaggio e i soldati vennero massacrati, il carico prelevato e le navi bruciate.
Lo sceriffo inglese di Aberdeen, Sir Henry de Lazom, era stato lasciato a capo del castello, ma durante il caos dell'attentato aveva disertato, dichiarandolo nel nome del re scozzese, Giovanni di Scozia.